# 核心竞争力
核心能力是C.K.普拉哈拉德和加里·哈默尔引入的管理理论中的一个概念。 它可以被定义为“多种资源和技能的协调组合，使公司在市场上脱颖而出”，因此是公司竞争力的基础。 